# Aegiphila purpurascens
Espèce
Statut de conservation UICN

 VU D2 : Vulnérable
Aegiphila purpurascens est une espèce de plantes du genre Aegiphila de la famille des Lamiaceae.